# Miecislaw von Moszcenski
Miecislaw von Moszcenski (* 7. März 1863 in Niemtschinek, Kreis Wongrowitz; † nach 1893) war ein Rittergutsbesitzer und Mitglied des Reichstags des Deutschen Kaiserreichs.

## Leben
Miecislaw von Moszcenski war Besitzer des Ritterguts Niemtschinek in der Nähe von Wongrowitz in der preußischen Provinz Posen.
Im August 1890 gewann er eine Ersatzwahl im Reichstagswahlkreis Posen 7 (Schrimm, Schroda). Er gehörte dem Reichstag als Mitglied der Polnischen Fraktion bis zum Ende der Legislaturperiode im Jahre 1893 an.